# Triplax dissimulator
Triplax dissimulator är en skalbaggsart som först beskrevs av George Robert Crotch 1873.  Triplax dissimulator ingår i släktet Triplax och familjen trädsvampbaggar. Inga underarter finns listade i Catalogue of Life.